# 怪奇物語音樂
美國的科幻恐怖網路電視劇《怪奇物語》的原聲音樂由電子樂團生存樂隊的凱爾·迪森和麥可·史坦共同創作。原聲帶大量使用合成器創作，並向讓-米歇爾·雅爾、橘夢樂團、范吉利斯、哥布林樂隊、約翰·卡本特、喬治歐·莫瑞德和法比歐·弗利兹等1980年代的藝術家和電影作曲家致敬。

## 創作背景
杜夫兄弟在觀看2014年恐怖片《神祕訪客》時首次得知迪森和史坦的音樂，電影配樂由他們的生存樂隊創作兼演出。當杜夫兄弟製作之後以將本劇賣給Netflix的偽預告片時，決定使用生存樂隊的歌曲哀歌當作預告片的配樂。當節目製作一被批准，杜夫兄弟便立刻在2015年7月時聯繫生存樂團，詢問他們是否仍從事音樂事業；兩人為劇組提供了他們樂團過去創作的數十首歌曲，以取得他們的興趣，幫助他們得到這個任務。杜夫兄弟聽完兩人提供的素材後欣喜若狂，並請求兩人辭去日常工作，全面為本劇創作音樂。他們對此表示感激，而在本劇開機後，兩人就與製作人合作，為影集重新創作自己選出一些舊的音樂，同時也創作新的曲目，主要與劇中的角色相關。兩人製作的歌曲在拍攝期間被送至杜夫兄弟那裡，這些曲目後來標記為「草稿」，因為迪森和史坦使用怪異的標題選擇（如「Jupiter 8 Spirit Winds」、「Soakers Forum 3」以及「Lighting Candles and Eggy Pizza」是這些作品中最獨特的）。起初名為「預言」的「草稿」後來演變成本劇的主題曲。接下來一年內，劇組創作出數首整合後不到14小時的音樂。兩人在選角前就已被聘用，因此他們的主題試聽帶會在演員的試鏡中使用和播放以協助選角。

## 主題曲
本劇的主題曲源自史坦早期創作但未使用的作品，其最終用於可作為潛在的商業授權的作品庫中。兩人與製作人員分享一段較「鬆散」版本潛在的樣本，製作人員認為重製才能與片頭畫面吻合。迪森和史坦著手重新修改樣本，並根據工作人員的建議，使其「更大、更大膽，並將架構推向高潮」，這個目標最終隨著Prophet-5、Roland SH-2、Mellotron合成器的加入和運用各種音頻過濾而得以達成。他們也製作其他長度不同的版本，以方便將主題曲與當時尚未完工的暫定片頭整合。
《怪奇物語》第一季播出後名氣迅速攀升，迪森和史坦因的作品也因此快速得到大量人氣。如眨眼182等多名音樂藝人在他們製作的直播中使用此曲，許多業餘音樂家也將其翻唱版本發佈至YouTube。本曲亦獲得第69屆黃金時段創意藝術艾美獎最佳原創片頭曲獎項。

## 發行專輯

### 原聲帶
| 年份 | 標題                 | 作曲                 |
| ---- | -------------------- | -------------------- |
| 2016 | 《怪奇物語 - 第1輯》 | 凱爾·迪森、麥可·史坦 |
| 2016 | 《怪奇物語 - 第2輯》 | 凱爾·迪森、麥可·史坦 |
| 2017 | 《怪奇物語2》        | 凱爾·迪森、麥可·史坦 |
| 2019 | 《怪奇物語3》        | 凱爾·迪森、麥可·史坦 |
| 2022 | 《怪奇物語4》        | 凱爾·迪森、麥可·史坦 |

### 合輯
| 年份 | 標題                                      | 演唱                 |
| ---- | ----------------------------------------- | -------------------- |
| 2017 | 《怪奇物語：Netflix原創電視劇音樂》       | 多位音樂家           |
| 2018 | 《怪奇物語：來自顛倒世界的萬聖之聲》      | 凱爾·迪森、麥可·史坦 |
| 2019 | 《怪奇物語：Netflix原創電視劇第三季音樂》 | 多位音樂家           |
| 2022 | 《怪奇物語：Netflix原創電視劇第四季音樂》 | 多位音樂家           |

## 獎項與提名
| 年份 | 獎項                 | 類別                         | 入圍者                                            | 結果 | 參考資料      |
| ---- | -------------------- | ---------------------------- | ------------------------------------------------- | ---- | ------------- |
| 2016 | 好萊塢傳媒音樂大獎   | 最佳電視劇／網路劇片頭曲     | 凱爾·迪森、麥可·史坦                              | 提名 | [ 12 ] [ 13 ] |
| 2016 | 好萊塢傳媒音樂大獎   | 最佳電視劇／迷你影集原創配樂 | 凱爾·迪森、麥可·史坦                              | 提名 | [ 12 ] [ 13 ] |
| 2016 | 好萊塢傳媒音樂大獎   | 最佳電視劇音樂總監           | 諾拉·菲德                                         | 獲獎 | [ 12 ] [ 13 ] |
| 2017 | 第59届格莱美奖       | 最佳影視媒體原聲音樂         | 《怪奇物語 - 第1輯》                              | 提名 | [ 14 ]        |
| 2017 | 第59届格莱美奖       | 最佳影視媒體原聲音樂         | 《怪奇物語 - 第2輯》                              | 提名 | [ 14 ]        |
| 2017 | 第69屆黃金時段艾美獎 | 最佳原創片頭曲               | 凱爾·迪森、麥可·史坦                              | 獲獎 | [ 15 ]        |
| 2018 | 葛萊美獎             | 最佳影視媒體作品作曲合輯     | 《怪奇物語：Netflix原創電視劇音樂》               | 提名 | [ 16 ]        |
| 2023 | 葛萊美獎             | 最佳影視媒體作品作曲合輯     | 《怪奇物語：Netflix原創電視劇第四季音樂 - 第2輯》 | 提名 | [ 17 ]        |